# Pont Vell de Montblanc
El Pont Vell de Montblanc és un pont medieval de quatre ulls, els de les puntes més petits que els del centre, per salvar el riu Francolí. Consta d'uns contraforts laterals de grans dimensions fets de carreus que poden procedir de la façana de Santa Maria.

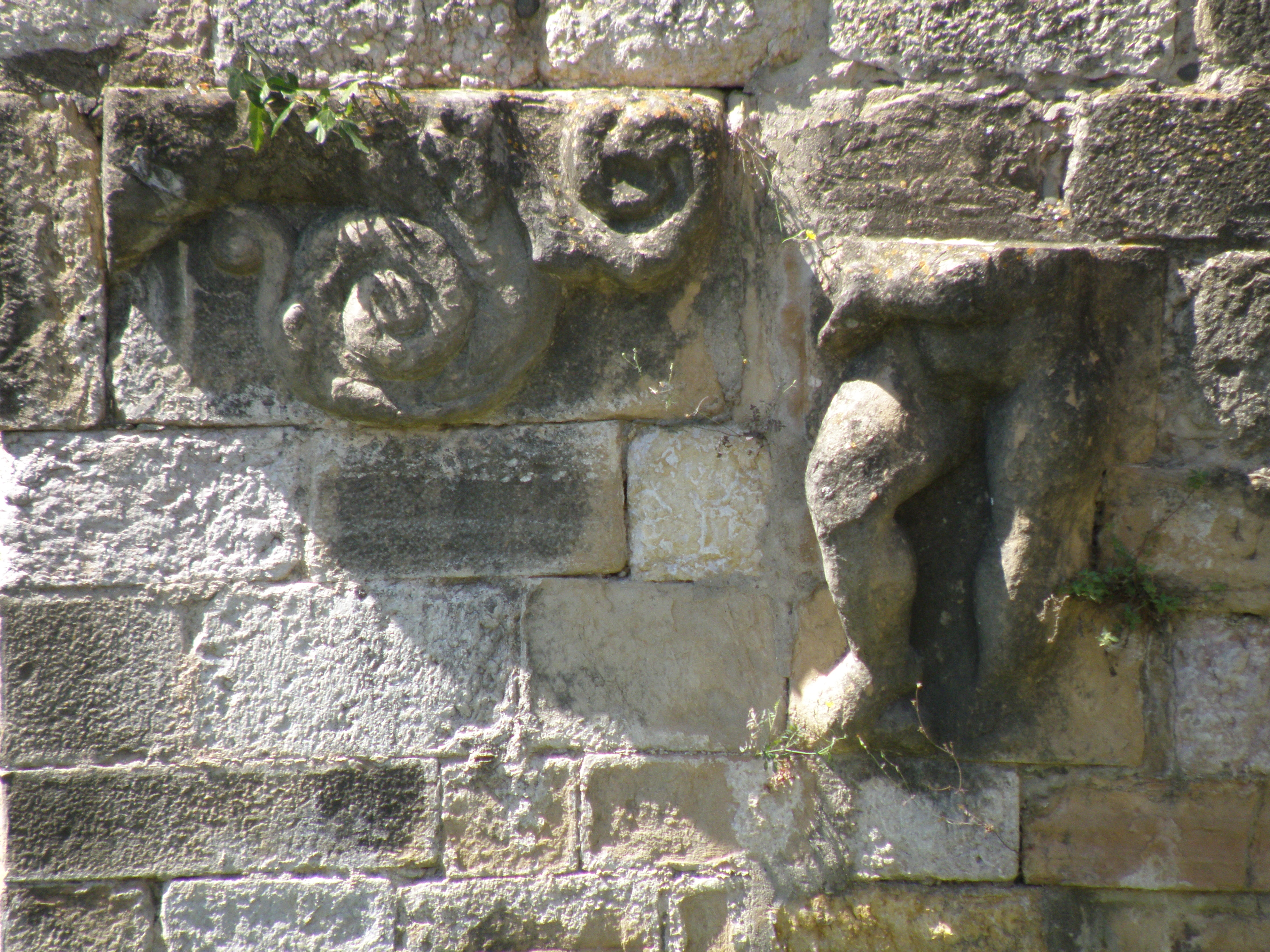
Pedres reaprofitades a la part superior del pont.

Aquesta obra medieval fou construïda en els temps fundacionals de la vila, en el segle xii, i és una bella mostra de pont romànic, si bé la part superior ha hagut de ser reparat diverses vegades a causa de les riuades. Per això ha calgut refer-lo diverses vegades, com els anys 1634, 1884, 1889, 1966, 1994 i la darrera de l'aiguat de Sant Marc de 2019.
Està emplaçat a la sortida del Camí Reial que donava al nucli antic de Montblanc. Antigament, s'aixecaven dos arcs a banda i banda del pont. El 1845 s'enderrocà l'últim arc que quedava per facilitar el pas de carruatges.